# Giovanni Allevi
Giovanni Allevi (Ascoli Piceno, 9 aprile 1969) è un pianista, compositore, scrittore e direttore d'orchestra italiano.
Si è formato presso il conservatorio Francesco Morlacchi di Perugia e il conservatorio Giuseppe Verdi a Milano. Nel 1997 con l’album 13 dita ha iniziato la carriera da compositore grazie alla quale ha riscosso grande successo nel corso degli anni. È l’autore dell’inno della Serie A, O generosa, esordito nel 2015.
Talvolta criticato dall’ambiente musicale classico per il suo stile compositivo, è tra i più importanti e prolifici compositori e musicisti contemporanei.

## Biografia
Allevi si diploma nel 1990 in pianoforte al Conservatorio F. Morlacchi di Perugia e, nel 2001, in composizione al Conservatorio Giuseppe Verdi di Milano.
Si laurea in Filosofia con 110/110 e lode nel 1998 all'Università degli Studi di Macerata, con la tesi dal titolo Il vuoto nella Fisica contemporanea, e frequenta l'Accademia Internazionale di Alto Perfezionamento di Arezzo, sotto la guida del maestro Carlo Alberto Neri.
Nel 1991 adempie all'obbligo di leva nella Banda musicale dell'Esercito Italiano. In veste di pianista solista della Banda esegue la Rapsodia in blu di George Gershwin e il Concerto di Varsavia di Richard Addinsell, in tour in molti teatri italiani. Allevi inizia a presentare in concerto un repertorio comprendente le proprie composizioni per pianoforte solista oltre a brani di Chopin, Bach, Beethoven e Ravel. Ha frequentato i corsi di "Biomusica e musicoterapia" del prof. Mario Corradini.
Nel 1996, Allevi musica la tragedia Le troiane di Euripide, rappresentata al Festival Internazionale del Dramma Antico di Siracusa, vincendo il premio speciale per le migliori musiche di scena. Nel 1997, vince le selezioni internazionali per giovani concertisti al Teatro San Filippo di Torino. 

## Vita privata
Affetto da Sindrome di Asperger, ha dichiarato di aver sofferto spesso di attacchi di panico; è sposato con Nada Bernardo e hanno due figli.
Nel 2023 ha ricevuto la laurea honoris causa in Filosofia dall'Università degli Studi di Macerata.

### La malattia
Il 18 giugno 2022, Allevi annuncia di essere affetto da mieloma multiplo, circostanza che lo costringe ad allontanarsi dalla scena musicale per curarsi. Il mese dopo, il 19 luglio, è colpito da un grave lutto familiare, la morte della sorella Maria Stella, trovata senza vita in casa ad Ascoli Piceno; le circostanze fanno ipotizzare un suicidio, anche perché la donna era malata da tempo. Nonostante la malattia, Allevi ha continuato a comporre, ispirandosi alle sue esperienze personali.
Il 7 febbraio 2024, torna ad esibirsi in pubblico dopo quasi due anni, suonando il brano Tomorrow da ospite della seconda serata del Festival di Sanremo, e vi ha anche dato luogo ad un monologo.

## Carriera musicale

### Gli inizi
Da Ascoli Piceno, su invito di Saturnino Celani, bassista di Jovanotti e suo amico d'infanzia oltre che coetaneo, si trasferisce a Milano per raccogliere in un CD la propria produzione pianistica e il suo lavoro. Accolto proprio da Lorenzo Cherubini (Jovanotti), il quale, con la sua etichetta Soleluna, insieme alla Universal Italia, decide di pubblicare, nel 1997, il suo primo album, per pianoforte solo, dal titolo 13 Dita; disco che viene prodotto in studio dallo stesso Saturnino. In seguito collabora ancora con Saturnino e Jovanotti nei loro concerti pop, dove apre così, da solo al pianoforte, i concerti del tour L'Albero, eseguendo alcuni brani di 13 Dita.
Nel 1998 realizza la colonna sonora del cortometraggio Venceremos di Giovanni Stefano Ghidini e Sergio Pappalettera, storici collaboratori di Jovanotti, presentato al Sundance Film Festival negli Stati Uniti. Nel 1999 la musicista giapponese Nanae Mimura, solista di marimba, ha proposto alcuni brani di 13 Dita, da lei stessa trascritti per il suo strumento, al Teatro di Tokyo e in un concerto alla Weill Recital Hall, sala secondaria della Carnegie Hall di New York. Nel 2002, inoltre, partecipa alla realizzazione dell'album di Jovanotti Lorenzo 2002 - Il quinto mondo come coautore di alcuni brani e suonando il pianoforte e le tastiere. 13 Dita, intanto, riscuote successo di critica e Jovanotti invita nuovamente il musicista a partecipare, in qualità di pianista, al tour Il quinto mondo - Jovanotti 2002, per il quale cura anche gli arrangiamenti della band composta da sedici musicisti.
All'interno dello spettacolo, Allevi esegue in anteprima il suo pezzo Piano Karate, contenuto nel nuovo album Composizioni. Finito il tour, Allevi promuove un'opera dal vivo dal titolo La favola che vuoi, che lo porta, nel 2003, alla pubblicazione del suo secondo album per pianoforte solista dal titolo Composizioni (Ed. Soleluna/Edel). Dal giugno 2004 Allevi inizia un tour internazionale dal palco dell'HKAPA Concert Hall di Hong Kong. Nel 2004 insegna Educazione Musicale in una scuola media statale di Milano.
Il 6 marzo 2005 si esibisce gratis sul palco del Blue Note di New York insieme ad altri gruppi italiani, in un concerto organizzato con l'Istituto italiano di cultura, all'interno della rassegna Jazz italiano a New York, per un pubblico prevalentemente italiano. Viene invitato a tenere un seminario su "La musica dei nostri giorni" alla Facoltà di Pedagogia di Stoccarda e su "Il rapporto tra musica e filosofia" alla School of Philosophy di New York. Inoltre, Il Baltimora Opera House gli commissiona la rielaborazione dei recitativi della Carmen di Bizet. Nell'aprile del 2005 Allevi si esibisce al Teatro Politeama di Palermo, in una première della sua prima opera per pianoforte e orchestra, Foglie di Beslan, con i 92 elementi dell'Orchestra Sinfonica Siciliana, la stessa che gli ha commissionato la composizione.

### Ultimi lavori
Il 16 maggio 2005, pubblica il suo terzo album per pianoforte solo: No concept (Bollettino/BMG Ricordi), presentato anche in Cina e a New York. Il brano Come sei veramente, tratto da questo album, è stato scelto dal regista statunitense Spike Lee come colonna sonora per uno spot pubblicitario della BMW. Da settembre 2005, No concept è pubblicato anche in Germania e Corea. Il 29 settembre 2006 esce il suo quarto album, sempre per pianoforte solista, dal titolo Joy, che nel 2007 ottiene il disco d'oro. Allevi affianca, come ospite, Luciano Ligabue, in molte date del suo tour acustico nei teatri.
Nel 2007 accompagna al pianoforte Simone Cristicchi nel brano Lettera da Volterra, presente nell'album Dall'altra parte del cancello. Nello stesso anno, il suo brano Back to life viene scelto come colonna sonora per lo spot della nuova Fiat 500. Allevi ha scritto l'Inno alle Marche: è stato presentato a settembre 2007 in occasione della visita di Papa Benedetto XVI a Loreto all'Incontro nazionale dei giovani.
Nello stesso anno pubblica Allevilive, un doppio CD contenente 26 brani tratti dai suoi 4 dischi precedenti più Aria, un brano inedito; il suo primo DVD, dal titolo Joy tour 2007, presentato in anteprima all'università IULM di Milano; è in tour con l'ensemble da camera dei Philharmonische Camerata Berlin. Nel 2008 esce il suo quinto album, per pianoforte e orchestra, dal titolo Evolution, il primo album in cui Allevi non è solo a suonare ma è accompagnato da un'orchestra sinfonica.
Nel 2009 suona il pianoforte nell'ultimo disco di Claudio Baglioni, Q.P.G.A., nella canzone Fiumicino. Il 28 settembre 2010, è uscito il suo sesto album, per pianoforte solo, dal titolo Alien a cui è seguito da novembre 2010 l'Alien Tour 2011. Il 30 ottobre 2012 viene pubblicato Sunrise. Dopo le composizioni per pianoforte solo del precedente album Alien, Allevi ritorna alle composizioni per orchestra, eseguite dall'Orchestra sinfonica del teatro Carlo Felice di Genova. Nel concerto per violino e orchestra la parte solistica è affidata al virtuoso polacco Mariusz Patyra.
Il 13 febbraio 2015 è ospite durante la quarta serata del Festival di Sanremo condotto da Carlo Conti, esibendosi con Loving You.
Sempre nel 2015 compone il nuovo Inno della Serie A: si tratta del brano O generosa che verrà diffuso negli stadi a partire da questa stagione, all'inizio di ogni partita.

### Il concerto al Senato

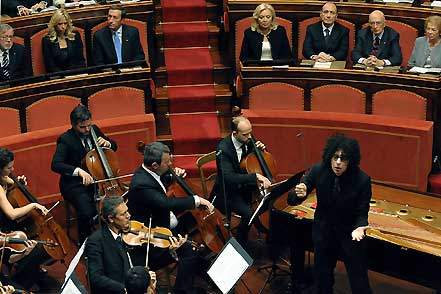
Giovanni Allevi al concerto di Natale

Il 21 dicembre 2008 ha tenuto il concerto di Natale presso l'aula del Senato della Repubblica Italiana. Allevi ha diretto l'orchestra sinfonica de "I virtuosi italiani". Oltre che proprie composizioni, ha eseguito musiche del maestro Puccini in ricordo del 150º anniversario della nascita. I proventi di tale concerto sono stati devoluti all'Ospedale pediatrico Bambino Gesù di Roma e tutto l'evento è stato trasmesso in diretta su Rai 1.
- Whisper
- A perfect day
- Angelo Ribelle
- Foglie di Beslan
- Prendimi
- 300 anelli - Parte II
- Come sei veramente (Encore)
- Keep moving (fuori programma)[36]

## Critica
Allevi si definisce compositore di musica classica contemporanea. Nonostante il successo mediatico e commerciale, Allevi ha ricevuto giudizi negativi, soprattutto da esponenti della musica classica, tra cui Uto Ughi. In particolare, ha suscitato polemiche la decisione del Senato di far dirigere ad Allevi il concerto di Natale. Molti degli addetti ai lavori infatti sostengono che il successo di Allevi sia il prodotto di un'abile operazione di promozione commerciale e non di una reale capacità di innovazione musicale che lo stesso compositore rivendica. Il pianista, dal canto suo, considera le critiche a lui rivolte come delle offese personali, astratte e non contestualizzate.
Chi ha espresso giudizi favorevoli ad Allevi e al suo successo è stato solo il pianista Nazzareno Carusi. Il musicologo Stefano Biosa sostiene sia una musica minimalista, «edulcorata e accattivante», che «in parte si rifà, semplificata, a certe atmosfere del Keith Jarrett anni settanta, a Michael Nyman e altri compositori minimalisti». Il critico musicale Alberto Barbadoro ritiene la sua musica di matrice pop «banale, scontata» perché senza «alcuna ricerca», e che si possa collocare come «musica d'intrattenimento tipo Schlaks, Clayderman».
Per il pianista Ramin Bahrami, Allevi «punta su melodie orecchiabili e si spaccia come il profeta della classica». Secondo l'arrangiatore Gian Piero Reverberi «ha qualità, è un buon pianista e in Italia non ce ne sono tanti come lui visto che c'è il vuoto totale. Ma ha grandi limiti come orchestratore, è troppo elementare. E […] se è vero che si è paragonato a Chopin, dimostra che non lo conosce abbastanza». Tino Cennamo, dirigente Ricordi, sarebbe disposto ad averlo sotto contratto: «Nel filone della musica moderna, tra la contemporanea e la pop, un genere molto in voga nei paesi anglosassoni. Dopo Einaudi, rappresenta il nuovo fenomeno della musica italiana».

## Riconoscimenti
Nel 2005 riceve due riconoscimenti: a Vienna è insignito dell'onorificenza di "Bösendorfer Artist" per la "valenza internazionale della sua espressione artistica" e il premio "Recanati Forever per la musica". Nel 2006, all'Arena Flegrea di Napoli, riceve il premio Carosone come miglior pianista dell'anno. Nel 2007 al teatro Rossini di Gioia del Colle riceve il Magna Grecia Awards Menzione Speciale Giovanni Paisiello, quale "musicista dell'anima".
Il 2 aprile 2007 al Teatro Grandinetti di Lamezia Terme riceve il "Riccio d'Argento" di Fatti di Musica, rassegna del live d'autore diretta da Ruggero Pegna. Nel 2008 Allevi vince la prima edizione del premio "12 apostoli-riconoscimento all'arte" nato al ristorante 12 Apostoli di Verona, fratello minore del più anziano "premio 12 Apostoli". Nel 2011 con "La musica in testa", edito per Rizzoli Editore, è stato uno dei tre vincitori del premio Elsa Morante Ragazzi (sezione dedicata alla narrativa per giovani lettori).
Il 27 dicembre 2011 è stato insignito della nomina di Cavaliere al Merito della Repubblica Italiana, conferita dal presidente Giorgio Napolitano. Il 21 gennaio 2012 Giovanni Allevi è stato l'ospite d'onore della "IX edizione della Giornata del Laureato" organizzata dall'Università di Macerata, ateneo presso cui si è laureato con lode in Filosofia nel 1998: l'artista è stato premiato come "Laureato dell'anno" presso l'Auditorium San Paolo (Piazza della Libertà, Macerata). Il 15 giugno 2012 è stato l'ospite d'onore della cerimonia di premiazione del XLV Concorso d'Arte e di Cultura "Istria Nobilissima" 2012: all'artista è stato conferito il premio speciale “per il suo grande impegno nella promozione della cultura italiana nel mondo”. Il 22 luglio 2013 è ospite al Giffoni Film Festival dove riceve il Giffoni Award.
Gli è stato dedicato un asteroide, 111561 Giovanniallevi.
Nel 2017 gli è stato attribuito alla Camera dei deputati il Premio America della Fondazione Italia USA.
Nel 2021 ha avuto il titolo di ambasciatore della cultura giapponese da parte della Prefettura di Kagoshima, divenendo il primo non-giapponese ad ottenere questo riconoscimento.

## Libri
- La musica in testa, Rizzoli 24/7, 2008, ISBN 88-17-02203-9 (diario autobiografico)
- In viaggio con la strega, Rizzoli 24/7, 2008, ISBN 88-17-02734-0 (diario fotografico)
- Classico Ribelle, Rizzoli, 2011, ISBN 978-88-17-05259-7
- Vi porterò con me. La mia vita con la musica, Rai Eri, 2015, ISBN 8839716572, ISBN 978-8839716576 (autobiografia fotografica)
- L'equilibrio della lucertola, Solferino, 2018, ISBN 978-8828200031
- Revoluzione: innovazione, follia e cambiamento, Solferino, 2020, ISBN 978-8828202806
- Le regole del pianoforte: 33 note di musica e filosofia per una vita fuori dall’ordinario, Solferino, 2021, ISBN 978-8828207900

## Discografia

### Album in studio
- 1997 - 13 dita
- 2003 - Composizioni
- 2005 - No concept
- 2006 - Joy
- 2008 - Evolution
- 2010 - Alien
- 2012 - Sunrise
- 2013 - Christmas for you
- 2015 - Love
- 2017 - Equilibrium
- 2019 - Hope
- 2021 - Estasi

### Live
- 2007 - Allevilive
- 2009 - Arena di Verona (Giovanni Allevi & All Stars Orchestra)

### Raccolte
- 2008 - Allevi All
- 2008 - Giovanni Allevi 2005-2008
- 2009 - Il nuotatore
- 2012 - Secret Love
- 2018 - The Very Best Of.

### Concerti/DVD
- 2017 - Joy tour 2007
- 2009 - Arena di Verona - DVD version

### Composizioni
- Sparpagghiò - Commedia musicale per orchestra di 22 elementi e coro. Regia di Gianni Lattanzi. Eseguito per la prima volta il 9 febbraio 2001 al teatro Ventidio Basso di Ascoli Piceno. Alla direzione dell'Orchestra Millennium il compositore stesso.
- Inno delle Marche - Composizione orchestrale, commissionata all'autore in occasione dell'Incontro Nazionale dei Giovani, Loreto 07, che con “una melodia, creata sulle sfumature del paesaggio marchigiano, ne trasmette atmosfere e sensazioni, per la pacata bellezza, i suoi centri storici, l'arte, i luoghi di culto, le attività economiche e sociali"[54].
- Foglie di Beslan - Per pianoforte e grande Orchestra, eseguita per la prima volta il 29 aprile 2005 al Politeama Garibaldi di Palermo composta per ricordare la Strage di Beslan, al pianoforte l'autore stesso e alla direzione Daniel Kawka, supportato dall'Orchestra sinfonica Siciliana. È contenuta nell'album Evolution.
- Angelo ribelle - Suite per orchestra d'archi, composta di cinque movimenti, eseguita per la prima volta dai Virtuosi Italiani il 9 marzo 2007 al Teatro nuovo di Verona, diretta dall'autore stesso è ispirata alle oniriche figure dipinte dall'artista Osvaldo Licini. È contenuta nell'album Evolution.
- 300 Anelli - Per pianoforte e orchestra, eseguita per la prima volta il 4 agosto 2007 per la rassegna "I Suoni delle Dolomiti", composta di due movimenti (il primo esclusivamente orchestrale), al pianoforte e alla direzione l'autore stesso, supportato dai Virtuosi Italiani. È contenuta nell'album Evolution.
- Sotto lo stesso cielo - Cantata per coro e orchestra, opera inedita consegnata in anteprima mondiale a Benedetto XVI in occasione dell'udienza speciale per la commemorazione del IV centenario dalla morte di Padre Matteo Ricci. È contenuta nell'album Hope.
- O generosa! - inno della Serie A dal 2015. È contenuto nell'album Hope.
- Toccata, canzone e fuga in Re Maggiore per organo a canne.
- Rapsodia italiana per chitarra e orchestra.
- Concerto per flauto dolce e orchestra

### Edizioni musicali
- No Concept, spartito per pianoforte, Carisch, Milano 2006, ISBN 978-88-507-0959-5
- Joy, spartito per pianoforte, Carisch, Milano 2007, ISBN 978-88-507-1143-7
- Pianoforte a quattro mani, spartito per pianoforte a quattro mani, Carisch, Milano 2008, ISBN 978-88-507-1276-2 (contiene la trascrizione per pianoforte a quattro mani dei seguenti pezzi: Back to life, Come sei veramente, Vento d'Europa, Jazzmatic)
- Giovanni Allevi for Guitar, trascrizioni per chitarra classica di Aria, Come sei Veramente, Downtown, Go with the Flow, il Bacio e Panic a cura di Roberto Fabbri, Carisch, Milano 2008, ISBN 978-88-507-1461-2 (contiene anche la versione di Panic per 4 chitarre)
- Alien, spartito per pianoforte, Carisch, Milano 2011, ISBN 978-88-50720-94-1
- La Danza Della Strega, spartito per pianoforte e violino, Carisch, Milano 2013, ISBN 978-88-50726-18-9